# Dembi Dolo
Dembi Dolo (parfois écrit Dembidolo[réf. souhaitée], Dambidollo ou Denbi Dollo mais le plus souvent Dembi Dolo,,), autrefois appelée Saïo, est une ville et un woreda de l'ouest de l'Éthiopie. Avec 29 448 habitants en 2007, elle est le chef-lieu de la zone Kelam Welega de la région Oromia.
La ville est célèbre pour son orfèvrerie et sa production de T’edj.

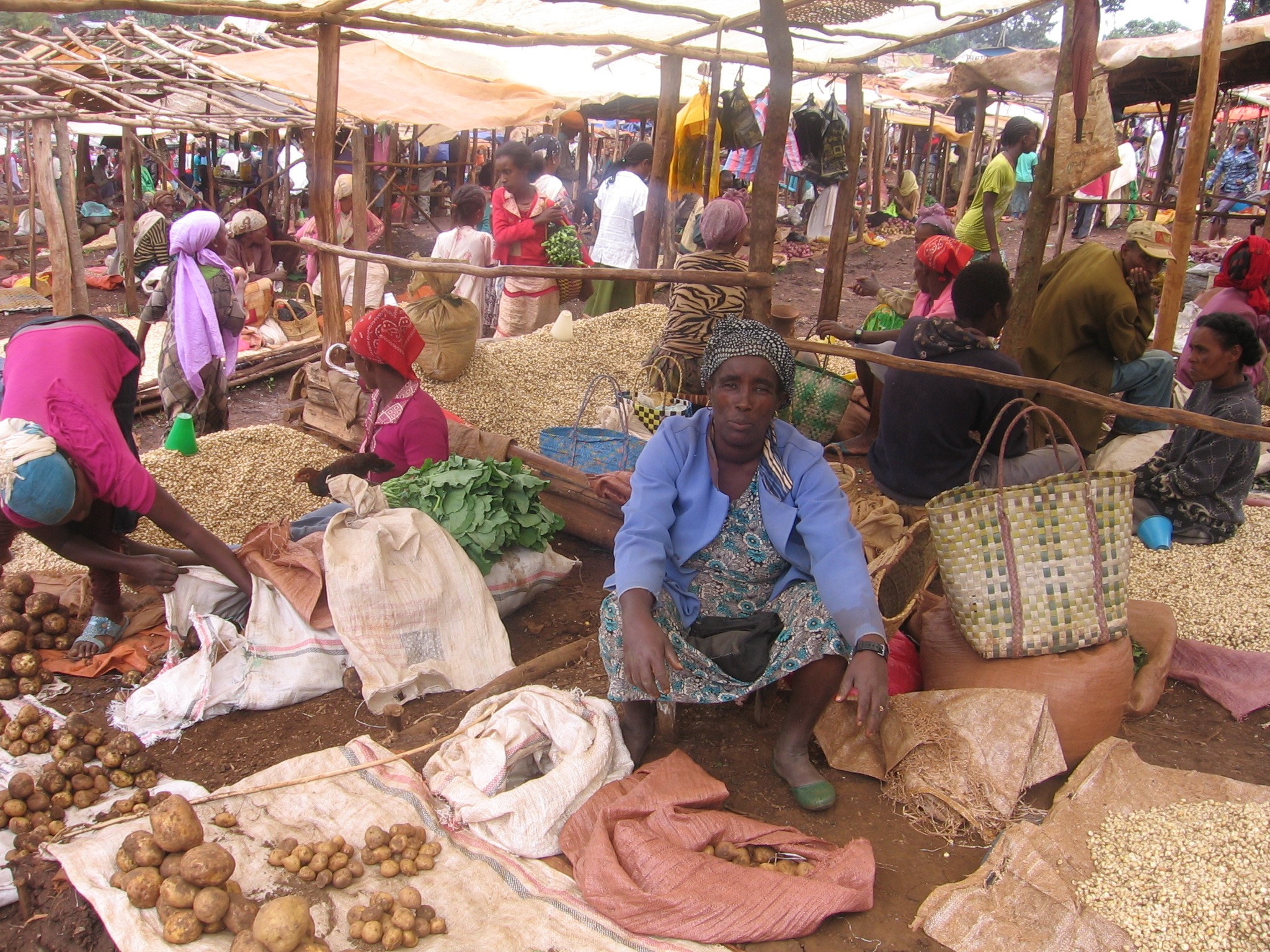
Marché de Dembi Dolo.

Elle a le statut de woreda au moins depuis 2007 et forme une enclave administrative autonome à l'intérieur du woreda Sayo.
Principale agglomération de la zone Kelam Welega, elle compte 29 448 habitants au recensement national de 2007, tous citadins.
La majorité de ses habitants (58 %) sont protestants, 30 % sont orthodoxes, 9 % sont musulmans et 2 % sont catholiques.
En 2022, sa population est estimée à 61 070 personnes avec une densité de population de 3 629 personnes par km2 et 16,828 km2 de superficie.